# Betuws Oorlogsmuseum "The Island" 1944-1945
Betuws Oorlogsmuseum "The Island" 1944-1945 is een historisch museum in het dorp Heteren, in de Nederlandse provincie Gelderland. Het museum, dat bestaat sinds 1995, is met name gewijd aan de strijd in het gebied tussen de grote rivieren van Nederland, waaraan vanaf september 1944 door 16 verschillende nationaliteiten werd deelgenomen.
Dit museum geeft een overzicht van de gevechten in het gebied tussen de Rijn en de Waal. In het museum zijn onder andere vijf diorama's te zien, waarin alle 16 nationaliteiten tot uitdrukking komen. Veel materiaal, van een embleem tot zelfs complete uniformen, zijn door veteranen en inwoners van de Betuwe aan het museum geschonken. De museumcollectie bevat verder foto's, wapens en veel voorwerpen met een verhaal.
In het museum zijn ook wisselende tentoonstellingen van bijvoorbeeld het Nederlandse leger in de meidagen van 1940 in de Betuwestelling te zien.